# Lawra

Lawra är en ort i nordvästra Ghana, några kilometer från gränsen mot Burkina Faso. Den är huvudort för distriktet Lawra, och folkmängden uppgick till 6 451 invånare vid folkräkningen 2010.